# Atikokan
Atikokan è una township del Canada, situata nella provincia dell'Ontario.
Rappresenta uno degli ingressi principali al Quetico Provincial Park, ed il suo motto è Canoeing Capital of Canada (La capitale canadese della canoa).